# Gens Fúlvia
La gens Fúlvia (en llatí: gens Fulvia) va ser una gens romana d'origen plebeu, una de les més il·lustres de Roma.
Segons Ciceró i Plini el Vell eren originaris de Tusculum i van passar a Roma, encara que una branca sembla que va restar a Tusculum, car el nom familiar Fulvii apareix en aquela ciutat. Es deien descendents d'Hèrcules. Van utilitzar els cognoms Bambalió (Bambalio), Centumal (Centumalus), Curvus (Curvus), Flac (Flaccus), Gil·ló (Gillo), Naca, Nobílior, Petí (Paetinus), i Veraci (Veratius) o Neraci (Neratius). Es conserven diverses monedes o medalles d'aquesta gens.

## Personatges destacats
- Luci Fulvi Curi, cònsol el 322 aC.
- Marc Fulvi Curi Petí, cònsol el 305 aC.
- Gai Fulvi Curvus, edil plebeu el 298 aC.[2]
- Aulus Fulvi, cavaller romà al segle i aC.
- Luci Fulvi Rústic Gai Bruci Present, cònsol romà el 153 i el 180.
- Fulvi Diogenià, prefecte de Roma el 222.
- Fúlvia, dama romana que va revelar la conspiració de Catilina.
- Fúlvia, dama romana filla de Marc Fulvi Bambalió i esposa de Publi Clodi Pulcre, de Gai Escriboni Curió i de Marc Antoni.